# 社會群島石斑魚
社會群島石斑魚，為輻鰭魚綱鱸形目鱸亞目鮨科的其中一種，廣泛分布於太平洋熱帶島嶼海域，棲息深度可達3公尺，體長可達52公分，生活在淺水的礁石區，為底棲性魚類，屬肉食性，以甲殼類、魚類等為食，可做為食用魚。

## 擴展閱讀
維基物種上的相關：社會群島石斑魚